# بیاند میت
بیاند میت (انگلیسی: Beyond Meat) شرکت صنایع غذایی آمریکایی است، که در سال ۲۰۰۹ تأسیس شد.